# 阿甘 (電影角色)
福雷斯特·甘（英語：Forrest Gump），一般稱作阿甘，是1986年小說《阿甘正传》（原文書名同角色名）、1994年同名電影及1995年小說《阿甘後傳》中的主人公，儘管小說版角色與電影版角色存在著一些明顯的相異之處，但都安排了讓阿甘以一名小人物的角度，親身經歷美國歷史上數起重大事件的情節。
電影版阿甘的飾演者湯姆·漢克斯因為生動詮釋了該角色的形象，而在1995年獲得了奧斯卡金像獎的最佳男主角獎。這也使漢克斯成為史上第二位連續兩年獲得此獎的電影人（第一位則是）。2001年，汉克斯因為飾演了阿甘以及《费城故事》中的律師，而获得美国电影学院颁发的终身成就奖。
2008年時，英國《帝國雜誌》將漢克斯飾演的阿甘列入「前20位史上最偉大的電影角色」。

## 生平

### 早年
阿甘在1944年6月6日（二戰時盟軍發動諾曼第戰役當日）出生於美國阿拉巴馬州的綠蔭縣（Greenbow County）。他的父親從未參與過他出生後的成長過程，母親甘太太總以「他去休假了」為由解釋。她給阿甘取的名字「福雷斯特」（Forrest）是來自於3K黨首任全國領袖納森·貝德福·佛瑞斯特（Nathan Bedford Forrest），以提醒他人們常會做一些毫無意義的事情。
阿甘儘管生來就有健壯的雙腿，但由於脊柱彎曲的緣故，而必須在雙腳裝上矯正支架。這使得走路變得困難，跑步更是幾乎不可能。此外，他的智商也只有75，達不到州政府設定的公立學校入學標準——智商80。希望讓兒子與其他人獲得同樣機會、接受普通教育的甘太太拒絕了特殊學校的選項，最後必須邀請校長來家裡「睡覺」作為條件，才讓阿甘可以入學。之後，甘太太還利用她和阿甘住的大房子，開放房間給旅客住宿，來來去去的房客中包括了年輕時的貓王，他在借宿期間因為彈吉他時，阿甘隨歌起舞的特別步法給了他靈感，後來他在1953年發表著名作品《獵狗》並沿用了同樣的招式，引起轟動。
在入學的那天，阿甘準備搭校車去學校，但車上的同學都不讓位給他，只有一位叫珍妮·可蘭（Jenny Curran）的女生邀請他一起坐，兩人馬上成了密友，常在大樹邊一起玩耍，他回憶這段歲月時，用「我和珍妮總形影不離」（me and Jenny goes together like peas and carrots.）來形容他們的友誼。珍妮也是繼甘太太之後，第二位在阿甘的人生中願意接納他的人物，並且教會他獨立的精神，起身抵抗外界對他的另類眼光甚至霸凌。然而珍妮自己的家庭生活卻相當悲慘，母親在她幼時去世後，酗酒成癮的父親就常常對她和姊姊毛手毛腳，直到她搬去祖母家為止。實際上，與阿甘的友誼給了她一個逃離痛苦的管道。
有一天，一群結夥少年朝阿甘丟擲水果、並騎單車追打他時，珍妮大叫著要阿甘快跑，當阿甘奮力的起步時，腳上的支架脫落了，意外失去束縛的阿甘瞬間激發了飛毛腿的潛能。這是他第一次不必依賴這些裝備行走，而且想跑去哪就能跑去哪。

### 大學
阿甘和珍妮的親密友誼維持到了高中，但他被欺侮的情形卻沒改變。有一天，當阿甘在逃離一群霸凌者時，闖進了一個高中橄欖球隊的練習場地中。因為他跑得比場上所有球員都快，而吸引了阿拉巴馬紅潮橄欖球隊（阿拉巴馬大學校隊）著名教練貝爾·布萊恩特的注意，他當時正在場邊觀看練習、物色球員。之後，阿甘收到了阿拉巴馬大學發送的體育類入學獎學金，並且在加入紅潮隊後憑著飛毛腿的優勢，讓學校贏了許多比賽，並加入全美橄欖球明星隊，後來在1963年更得到了時任美國總統約翰·甘迺迪在白宮的招待。
1963年6月，當阿甘在念大學時，正好出現在「擋校門事件」的現場，當時阿拉巴馬州長喬治·華萊士站在大學校門口抵擋薇薇安·馬龍·瓊斯和詹姆斯·胡德兩位非裔新生報到。完全不了解情況的阿甘，就在眾目睽睽下撿起了瓊斯不慎掉落的書，還跟她和胡德一起步入大門。之後，他在珍妮的誘導下，與她在女生宿舍發生了人生中第一次關係。

### 從軍

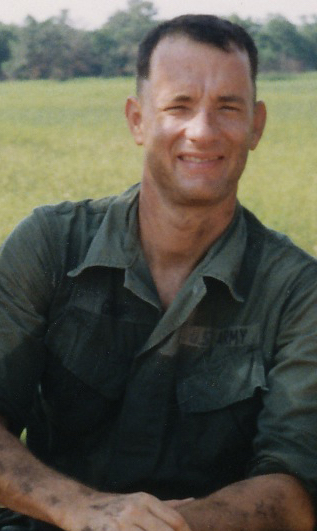
加入美國陸軍的阿甘

當阿甘於1967年拿到大學學位時，在畢業典禮上遇到一位幫美國陸軍招募人才的士官，希望他可以在考量未來之後從軍，而不久後阿甘就入伍了。在前往新訓基地的巴士上，又再度碰到了同袍們都拒絕讓位的窘境，是一位綽號叫「布巴」（Bubba）的黑人新兵主動與他分享座位的。來自拜尤拉巴特里一個捕蝦世家、並喜好各種蝦類料理的布巴，很快與阿甘成了好友，並擁有成為一名捕蝦船船長的志向。
阿甘在新兵訓練中有如魚得水般的優異表現，執行教官交代的任務時總能心無旁騖地完成，組裝M14自動步槍的速度還突破了連上的紀錄。教官對他的表現大為驚訝，還說要是讓阿甘加入候補軍官學校的話，最後就會一路晉升到將軍。此時在校的珍妮，卻因為穿校服上了《花花公子》雜誌封面搔首弄姿而被勒令退學，必須在孟菲斯的酒吧裸體演唱才能謀生。阿甘在一次休假時搭車去酒吧看她，還打退了一群騷擾她的醉客。阿甘在兩人步出酒吧後表達了對珍妮的愛意，儘管珍妮生氣地認為阿甘根本不懂什麼叫愛，但就在阿甘告訴她自己即將被派去越南打仗後，珍妮原先的怒意就轉為擔憂，她告訴阿甘，碰到麻煩時奔跑就對了。
阿甘和布巴到南越後，被分派到第9步兵師47團2營的A連，在前線找他們的排長「丹中尉」報到，這位本名丹·泰勒的中尉是一位軍人家庭出身，又了解下屬的年輕軍官。之後丹中尉的排前往湄公河流域進行搜索任務，布巴也在一次宿營時向阿甘提議，兩人在退伍後一起創辦捕蝦公司、幹一番大事業，而阿甘同意了。有一天，部隊在叢林裡遭到越共伏擊，不出幾分鐘就有多位戰友死傷。在丹中尉下達撤退令後，阿甘就按照珍妮的忠告，使盡全力逃離交火區，但卻因為跑的太快，一下子就落單了。他擔心布巴的安危，決定再跑回去找他，但只是一直碰到躺在林中各處的其他士兵，當中包括了已經受傷但仍一心想奮戰至死的丹中尉。他分成多趟地把丹中尉和其他負傷的士兵們都抬到空曠河岸後，才找到了腹部中彈的布巴，並搶在空軍對叢林實施凝固汽油彈轟炸之前把他抬到河邊，但布巴才擠出「我好想回家」的一句話後就傷重而死了，令阿甘很傷心，因為他覺得自己生命中知心好友寥寥、不容易交到新的，卻已經在異鄉失去了一個。
而阿甘由於拯救丹中尉時，不慎被子彈擊中臀部，而使兩人都被後送到西貢（今胡志明市）的陸軍醫療中心，並且就住在相鄰床位。阿甘的痊癒過程順利，丹中尉卻因為受傷太嚴重而被迫截肢，失去雙腿的他對阿甘懷恨在心，因為覺得阿甘出自純真的救人舉動只是害他無法像先祖一樣成為戰死英雄，而只能擁有一個沒尊嚴的殘障餘生可以度過。

### 到華盛頓
回國後，阿甘因為在越南表現英勇，而到華盛頓特區接受榮譽勳章的頒發、並由時任總統林登·詹森親自授予。當詹森打趣地說自己想看阿甘哪裡受傷時，阿甘直接當眾露出了臀部上的傷疤，讓詹森笑著走開了。
之後，阿甘就穿著軍裝、脖子上掛著榮譽勳章在首都四處遊覽，卻意外地走到一群從越戰返美的退伍軍人中間，而這些由著名反戰人士艾比·霍夫曼率領的人們就把阿甘帶去集會遊行的現場，還拉他上台對擠滿整個國家廣場的群眾演講，而他就在演講後與珍妮重逢了，此時的珍妮因為加入了嬉皮才來到華盛頓，而且還與學生爭取民主社會在柏克萊加大的分會長威斯利約會，當阿甘看到威斯利在黑豹黨的聚會上與珍妮起了爭執，並摑她一巴掌後，就上去把威斯利痛毆一頓，直到珍妮勸說才一起離開聚會現場。之後，兩人一起逛了一整夜，到白天時又再度分離。阿甘在珍妮搭車離開華盛頓前把榮譽勳章交給了她，因為她的忠告讓自己能從越南活著回來領獎。

### 乒乓生涯
1969年，阿甘被軍方委任了特殊任務，到美國各地向越戰傷兵表演自己在西貢醫療時練成的乒乓球技巧。由於他表現出眾，因此在1970年代時，陸軍又讓他加入全美乒乓球隊，並在1971年時作為乒乓外交的一環赴中華人民共和國參賽，成為了首批訪問中國大陸的美國人，協助造就中美關係的解凍。這也使他「與共產黨交手」的方式，從在越南用步槍，改成在中國用球拍。阿甘也看見了當時正處於文化大革命時期的中國大陸因中國共產黨政府嚴厲禁止宗教活動，所以人民都沒有宗教信仰。阿甘從中國回到美國後又成為了名人，甚至還獲得迪克·卡維特的邀請參與其電視節目《迪克·卡維特秀》，與約翰·藍儂一起成為座上賓。在聽到阿甘敘述「在中國，人們沒有宗教信仰」後，藍儂藉此受到了啟發，而在同年創作出《Imagine》這首經典歌曲，轟動一時。
已經成名的阿甘在紐約遇到了越戰歸來的丹中尉，此時的丹中尉只能以輪椅代步，靠政府救濟金度過寒冬。如此的命運讓他買醉忘憂、失去了對上帝的信仰，看到阿甘這種傻人能成為全美英雄並獲得國會勳章，讓他心裡很不是滋味。在1971年年底的新年前夜，天真的阿甘邀請丹中尉加入他與布巴說好的捕蝦事業，以幫好友繼續完成未圓的夢想，同時履行約定。對此只是嗤之以鼻的丹中尉，戲稱說要是阿甘當得了船長，自己就去當他的大副。之後丹中尉叫了兩名應召女到房間來開新年派對，但她們因被阿甘不慎激怒而罵阿甘是笨蛋、丹中尉是殘廢，丹中尉就在一怒之下把她們都逐出門外了。阿甘對自己毀了丹中尉的派對道歉，但因為自己被罵殘廢而受到刺激的丹中尉，只是用一句「新年快樂」打發阿甘。
1972年6月，阿甘作為全美乒乓球隊的一員，再度被邀到白宮，時任總統安排他入住比原本的旅館更高級的水門酒店。當天晚上，阿甘被酒店對面辦公大樓裡的手電筒燈光閃到無法入睡，以為房間裡的人是在摸黑找保險絲，於是打電話叫值班警衛弗蘭克.威爾斯去協助他們，結果警方發現房間裡的人其實是在裝設竊聽器，於是阿甘的一通電話就這樣無意揭發了水門事件，並導致尼克森在1974年辭職謝罪。
由於阿甘透過乒乓球對陸軍的貢獻，因此得以榮譽退伍，並從基層士兵升至中士軍階。

### 捕蝦事業
當阿甘在1974年8月回到阿拉巴馬州的老家後，發現他在中國參賽時的成就已經在家鄉吸引了不少人注目，還有運動器材公司寄了2萬5千元的支票給他，希望阿甘支持他們販售的球拍。於是阿甘就用了這些錢在布巴的家鄉買了捕蝦船，並以珍妮來替新船命名，完全不知此時的珍妮已經過著吸毒和濫交的淫亂生活，甚至還一度想跳樓自殺。
在一次開船回港時，阿甘在岸邊看到了輪椅上的丹中尉，來履行自己在紐約時的承諾。於是兩人一起出海捕蝦，卻久久苦無收穫，後來在1974年9月颶風卡門吹襲美國，導致所有停在港內避難的船隻都被摧毀，阿甘和丹中尉的珍妮號反而因為選在狂風暴雨時出海而逃過一劫。在此之後，少了同業競爭的他們開始捕獲大量的海蝦，並成立了「巴布甘蝦業公司」，大發利市。而丹中尉也重新相信了神，並且第一次對於阿甘在越南救了他而表示謝意。

### 回老家
阿甘與丹中尉繼續有聲有色地經營捕蝦公司，但在阿甘得知母親病危時，就於1975年9月奔回家裡，見她最後一面。之後阿甘退出了公司，全權交給丹中尉接手。之後丹中尉投資了「一家水果公司」（指蘋果公司）的股票，卻意外地賺了大錢。成為了億萬富翁的阿甘把大部份的錢都捐去翻修自己镇上的教堂、在布巴的老家蓋了新醫院、還分紅給布巴的家人，使他們永遠不再需要從事捕蝦謀生，而自己則分文不收地幫人割草、當園藝工，並樂在其中。
有一天，阿甘在家遇到了返回綠蔭縣的珍妮，兩人一起住在甘家的大房子裡。1976年7月，美國建國兩百周年當天晚上，阿甘向珍妮求婚，並說「珍妮，你為什麼不愛我？我知道我不聰明，可是我知道什麼是愛啊」。之後，被打動的珍妮來到阿甘的臥室裡說自己也愛他，然後兩人在床上纏綿。但到了隔天早上，阿甘還沒起床之前，珍妮就搭著計程車離開阿拉巴馬了。

### 跑遍全美
珍妮再度離開後，寂寞的阿甘開始將跑步當例行公事，但當他一次跑完了整條路後，決定再跑完整個縣，之後又跑完了整個阿拉巴馬州，他乾脆一不做二不休地踏上跑遍全美國的旅程，並持續了兩年，也吸引了媒體注意。搬到喬治亞州城市薩凡納打工的珍妮，就是於此時在電視上看到了阿甘的報導。在這之後，阿甘也漸漸有了成群的追隨者，跟著他一起奔馳。一眾記者也跟着訪問他跑步的目的，有人問他是否為了世界和平，有人問他是否為了環境保護，有人問他是否為了動物權益，阿甘一直表示沒有原因，但是記者都不相信，仍然不斷追問，讓阿甘費解記者們為何不能相信一個人可以單純地、漫無目的地奔跑。有一次，阿甘因為踩到了狗糞和說了一句「It happens」，而讓一位追著他跑的保險桿貼紙商人啟發了靈感，將變成保險桿貼紙上的標語，並形成風潮。另一次，因為一位成衣業者將賣不出去的T-恤借給阿甘擦掉臉上的泥水，卻意外地看到上面的污漬形似微笑的表情符號，而把它改良成為名為「微笑圖示」的着名商標，結果與保險桿貼紙同樣大賣。但就在某天，當阿甘跑到美西時，厭倦了這種無止境的奔波，立刻掉頭走回家，留下一群錯愕的追隨者站在公路上。

### 見到珍妮與兒子
1980年代時，阿甘來到了薩凡納找珍妮，就在等巴士的時候，坐在長椅上與路人敘述了自己經歷過的故事（即《阿甘正傳》片頭場景），當故事講完後，他的最後一位聽眾——一名老婦，跟阿甘說他要去的地址從公車站徒步就可到達，阿甘道謝後便走到目的地——珍妮的住所。兩人重逢後都非常開心能見到彼此，而阿甘也發現珍妮已經是一位孩子的媽媽了。但就在發現這位小男孩是自己的骨肉後，阿甘卻陷入恐慌和愧疚中，害怕兒子跟自己一樣不是聰明人。珍妮安撫阿甘，說這孩子的智力超群、而且沒有不正常的地方，阿甘聽了才放心地上前去與未曾謀面的兒子一起玩。但之後珍妮也告訴阿甘，自己已經罹患了一種不治之症，於是阿甘就帶著他們一起搬回綠蔭縣過著安逸的生活。
阿甘再度向珍妮求婚，而這次得到了珍妮的同意。兩人的結婚典禮從簡、並只有少數親友參加，包括了丹中尉——他已經裝上了義肢而可以重新走路，並且還帶著自己的越南裔未婚妻蘇珊一起來參加阿甘的人生大事。結婚之後的阿甘過著快樂的生活，直至珍妮於1982年3月病逝。而阿甘把她安葬在兒時玩耍過的大樹下，還雇怪手夷平了帶給珍妮悲慘童年的舊家。儘管阿甘時常懷念著珍妮，但還是把小阿甘照顧得無微不至，扮演了好父親的角色。
在一次重訪珍妮的墓時，阿甘喃喃訴說了自己對人生與命運的思索，究竟是覺得人人皆有宿命的丹中尉有道理，還是認為人生就像隨風而飄的母親說得正確。最後，阿甘認為兩者都沒錯，還有可能同時發生。他也留下了小阿甘寫給珍妮的信，並哽咽的告訴珍妮「如果有需要的話，我隨時都在」，才緩緩離去。
當阿甘在片末最後一次出現時，他正在送小阿甘搭校車去上課，然後平靜地坐在家門前。

## 電影版角色人選及詮釋
約翰·屈伏塔原先被定為阿甘的飾演人選，也曾經被考慮過。屈伏塔事後承認自己推掉阿甘的演出是場錯誤，而最終搶得這項機會的漢克斯，回憶當時的自己是花了一個半小時讀完劇本後，就決定要接了。在飾演時，他原先想減少阿甘的南部口音，但最後仍被導演說服，使自己演出的阿甘符合小說中強調的特色，也就是濃重的南部腔。此外，漢克斯當初也表示自己當初出演的一個先決條件，就是片中發生的劇情必須準確地符合歷史。在另一次受訪時，漢克斯說自己是因為聽到童年阿甘的飾演者——邁可·韓福瑞（Michael C. Humphreys）獨特的拉長式咬字，而試著讓自己飾演的成年阿甘也帶有這樣的說話方式。
原著小說作者溫斯頓·葛倫看了電影之後，表示電影版的阿甘去掉了原著中阿甘具備的一些「銳氣」，而且自己原先設想的、更符合小說形象的演員人選是約翰·古德曼。

## 電影版阿甘與小說原著的差異
小說版中的阿甘與電影版中湯姆·漢克斯的阿甘存在著明顯的相異之處。小說版設定的阿甘人格帶有些許憤世嫉俗、也略為令人厭煩的性質，但電影版的阿甘卻顯得完全地溫和與純真。小說中也指出阿甘是一位具有數據計算天分的學者（將自己跑步所花的時間，詳細到以小時為單位記了下來）。此外，在電影中病逝的甘媽媽與珍妮，在小說裡都活到結局；電影裡的阿甘花了三年跑天下，小說裡卻安排了阿甘搭乘火箭上太空，然後墜毀在新幾內亞、被食人族捕獲的情節。另外，小說中也記載了許多電影未演出的情節，除了當上太空人外，還在中國救了毛澤東、到一個樂團演奏口琴、競選參議員等。至於電影添加、而小說未提及的情節，包括了丹中尉裝義肢、阿甘遇見貓王。

## 外部連結
- 互联网电影数据库上Forrest Gump的资料